# Livonski red
Livonski red bio je autonomna livonska grana Teutonskog Reda i član Livonske konfederacije od 1435. do 1561.
Nakon što je poražen od Samogita godine 1236. u bitki kod Schaulena (Saule), ostatci Livonske Braće mača bili su uključeni u Teutonske vitezove i postali poznati kao vitezovi Lionskog reda godine 1237. Između 1237. i 1290. Livonski red je osvojio čitavu Kurlandiju, Livoniju Semigaliju,  ali pokušaji Reda da upadne u susjednu Republiku Novgorod bili su neuspješni i njegova vojska je na kraju poražena u bitki od Rakvere (1268). Godine 1346. Red je kupio Vojvodstvo Estoniju od kralja Valdemara IV. Danskog. Život unutar teritorija Reda opisan je u Kronici Balthasara Russowa (Balthasar Russow kronika der Provinz Lyfflandt).
Teutonski red je počeo opadati nakon poraza u bitki kod Grunwalda godine 1410. i sekularizacije svojih pruskih teritorija koju je godine 1525. proveo Albert od Brandenburga, ali Livonski red uspio je održavati neovisno postojanje.
Poraz Livonskog reda u bitki kod Swiente (Pabaiskasa) 1. rujna 1435., koji je koštao života Velikog Meštra i nekoliko visokih vitezova, doveo je Red bliže njihovim susjedima u Livoniji. Sporazum livonske konfederacije (eiine fruntliche eyntracht) potpisao je 4. prosinca 1435. nadbiskup u Rigi, biskup Kurlandije, Dorpat, Osel-Wiek i Reval, predstavnici Reda, vazali i zastupnici gradskih vijeća iz Rige, Revala i Dorpata.
Tijekom Livonskog rata, međutim, Red je pretrpio odlučujući poraz od postrojbi Moskovske Rusije u bitki kod Ergemea godine 1560. Zatim je Livonski red tražio zaštitu od Žigmunda II. Augusta, kralja Poljske i velikog vojvode od Litve, koji su intervenirali u ratu između biskupa Vilima od Rige i Bratstva godine 1557.
Nakon dolaska u dogovoru sa Žigmundom II. Augustom i njegovim predstavnicima (posebice Mikolajem "Crnim" Radziwillom), zadnji veliki meštar, Gotthard Kettler sekularizirao je Red i obratio ga na luteranizam. U južnom dijelu teritorija bratstva on je stvorio Vojvodstvo Kurland i Semigaliju za svoju obitelj. Većinu ostalih zemalja zauzela je Velika Kneževina Litva. Sjeverni dio kod Estonije su preuzele Danska i Švedska.
Od 14. do 16. stoljeća, srednjoniskonjemački jezik  je bio etabliran na kao govorni jezik u gradovima Hanze, ali ga je kasnije naslijedio visokonjemački kao službeni jezik tijekom 16. i 17. stoljeća.

## Meštri Livonskog reda
Livonskog meštra kao i meštra Teutonskog reda birali su kolege vitezovi na doživotno razdoblje. Veliki meštar je imao nadzorne ovlasti, a njegov savjet je, iako neobvezujući, imao učinak izravne naredbe. Veliki meštar teutonskih vitezova nije ograničavao lokalnu autonomiju, rijetko je posjećivao Livoniju ili slao veleposlanika za nadzor.